# Akha

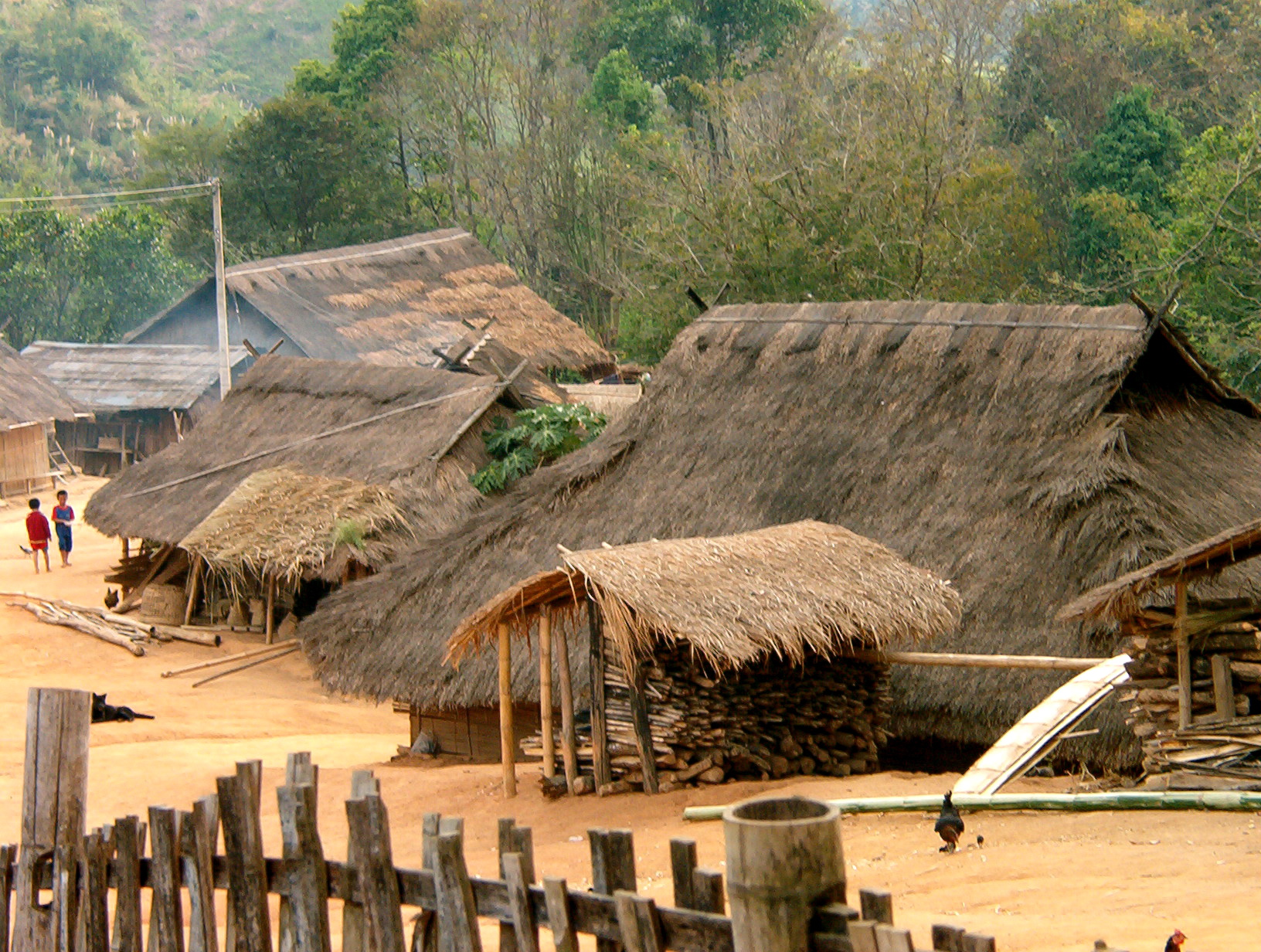
Wioska Akha w Tajlandii

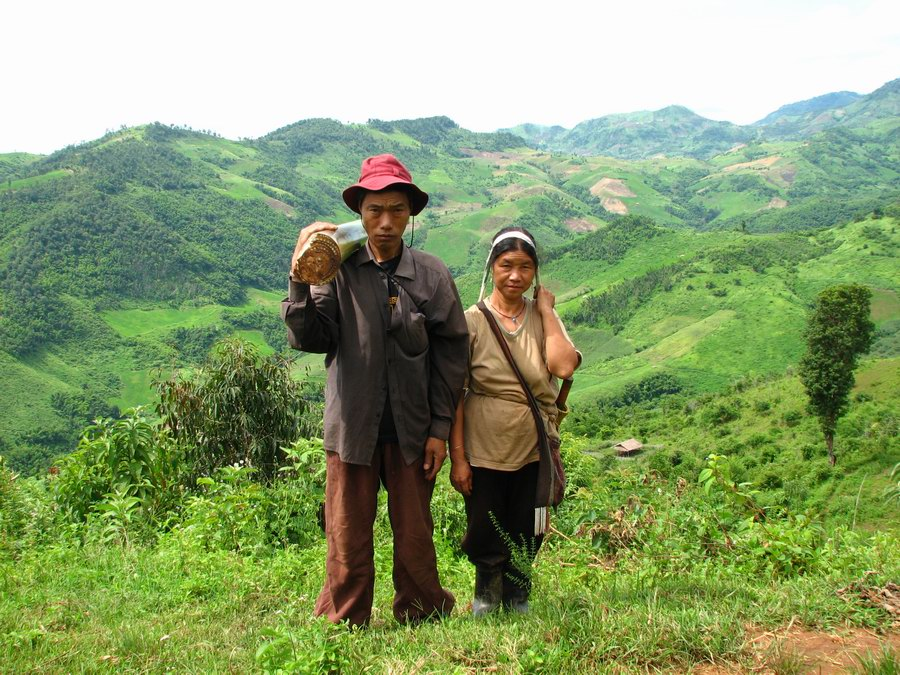
Rolnicy Akha. Pień bananowca posłuży jako pokarm dla świń

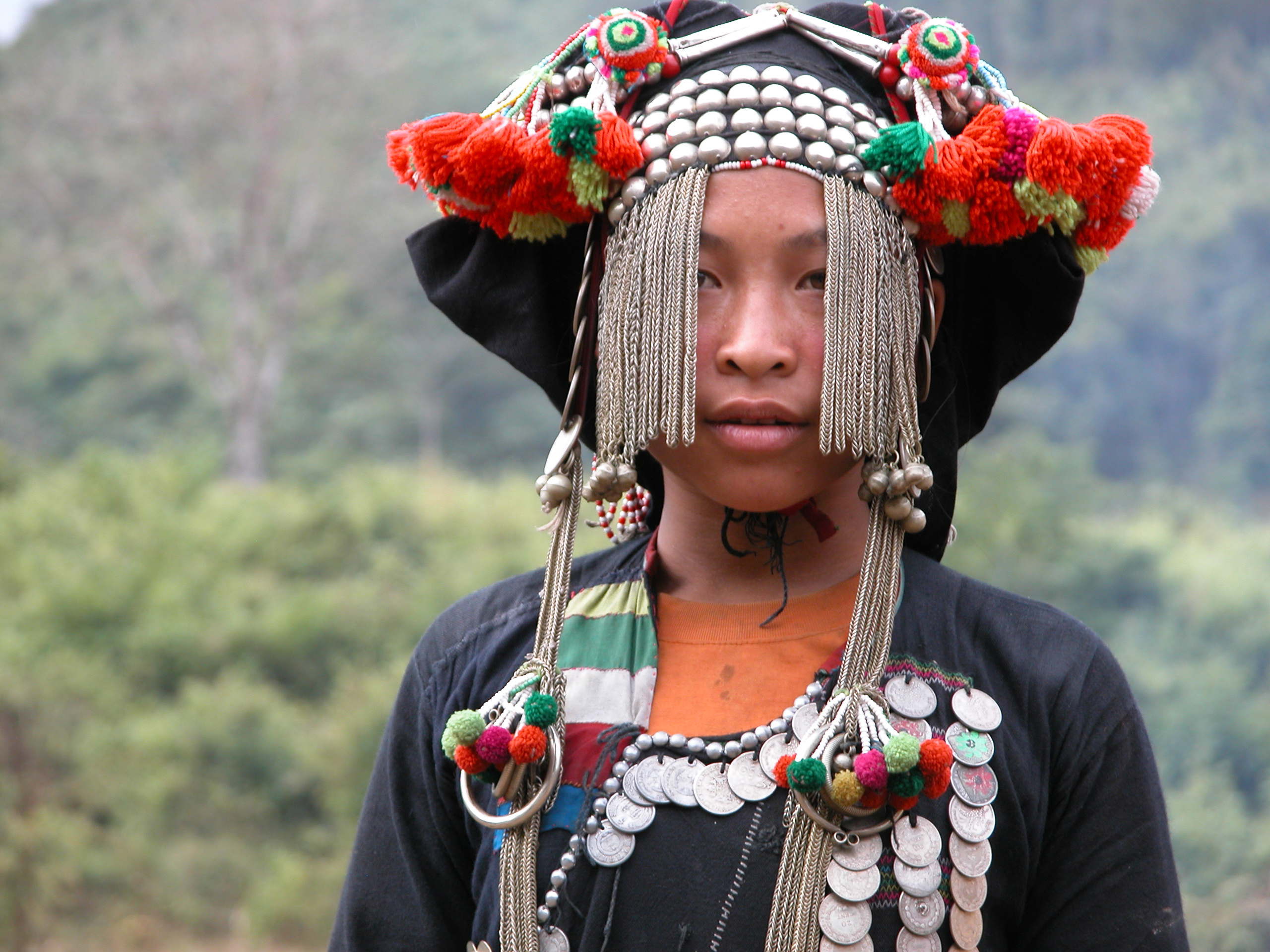
Tradycyjne nakrycie głowy

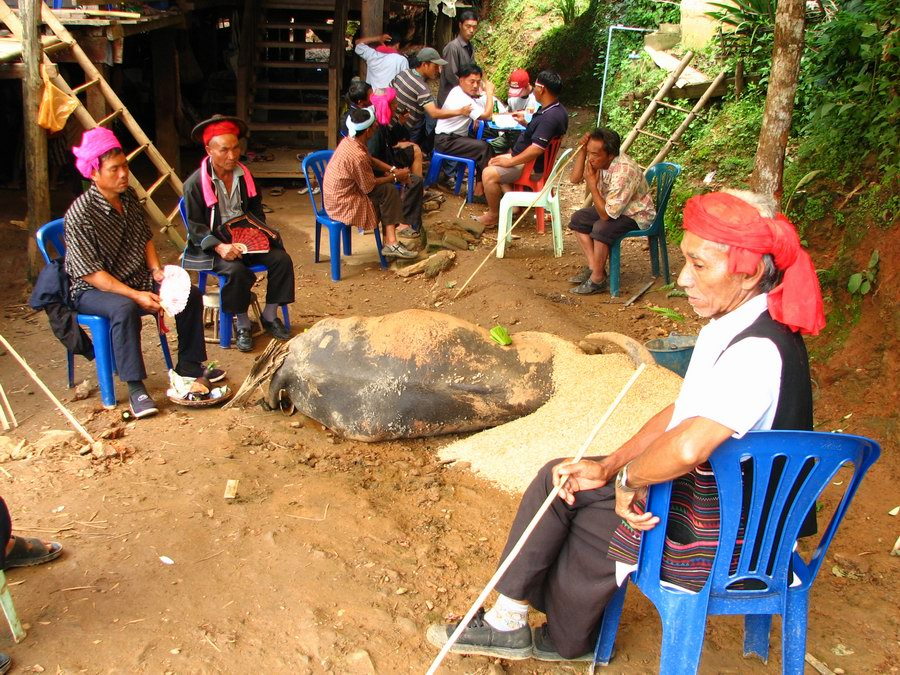
Ceremonia pogrzebowa Akha

Flaga ludu Akha w Tajlandii

Akha – grupa etniczna zamieszkująca pograniczne rejony południowych Chin, Laosu, Mjanmy i Tajlandii (w prowincji Chiang Rai). Używają języka akha należącego do tybeto-birmańskiej rodziny językowej, blisko spokrewnionego z językami plemion Lisu i Lahu. Ich liczba jest szacowana na około 550 tys. (1990) (według SIL ok. 450 tys.), z czego mniej więcej połowa mieszka w prowincji Junnan w południowych Chinach. Dodatkowo w Chinach żyje blisko spokrewniona grupa etniczna, nazywana Hani, z której ok. 700 tys. osób mówi dialektami zbliżonymi do Akha.

## Kultura materialna i tradycje
Akha wyróżniają się zachowaniem tradycyjnego stylu życia, ubiorów i zwyczajów. Słynne są zwłaszcza bardzo wyszukane nakrycia głowy kobiet. Wsie ludu Akha mają tradycyjne bramy, rytualne huśtawki oraz charakterystyczny styl domów. Te, zbudowane z bambusa i kryte strzechą, nie mają okien, co chroni przed wiatrem i deszczem. Są podzielone na część dla kobiet i dla mężczyzn.

## Wierzenia i praktyki religijne
Akha w większości wyznają animizm i kult przodków. W każdym domu znajduje się ołtarz przodków, umieszczony w części dla kobiet (zwyczaju tego nie zachowują Akha wyznania chrześcijańskiego). Obchodzone są liczne święta, najczęściej związane z cyklem rolniczym. Jednym z najważniejszych jest święto huśtawki (ang. Swing Festival), przypadające pod koniec sierpnia, 120 dni po posadzeniu ryżu. Jest to święto plonów, obfitości i radości, a stawiana w każdej wsi huśtawka przypomina sposób, w jaki Bóg miał sprowadzić lud Akha na ziemię. Podczas tego czterodniowego święta dorastające dziewczęta po raz pierwszy ubierane są jak dojrzałe kobiety, a najbardziej okazały element ich stroju stanowią barwne nakrycia głowy, których ozdoby odzwierciedlają kolejne etapy w życiu kobiety Akha.